# 善光寺 (岐阜市)

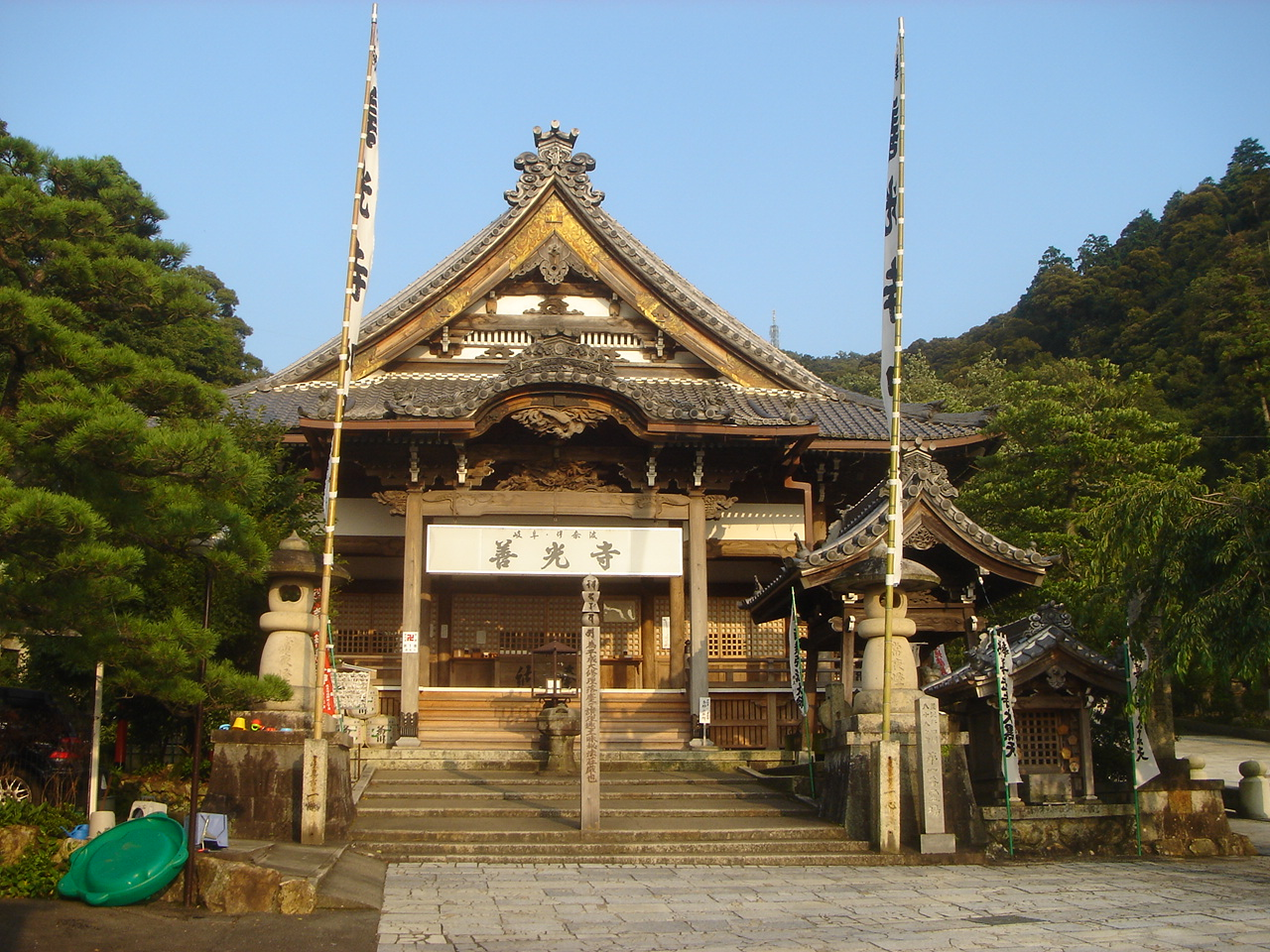
本堂

善光寺（ぜんこうじ）は、岐阜県岐阜市にある真言宗醍醐派の寺院。山号は愛護山。本尊は善光寺如来。善光寺安乗院ともいう。通称は「岐阜善光寺」、「伊奈波善光寺」。美濃四国第1番札所。
2015年（平成27年）4月24日、「信長公のおもてなし」が息づく戦国城下町・岐阜 」の構成文化財として日本遺産に認定される。

## 沿革
信濃善光寺の本尊（善光寺如来）は、戦災からの保護を名目として武田信玄の意向で甲斐善光寺に遷座させられていたが、甲州征伐後、織田信長の手で天正10年（1582年）3月に、岐阜城下の伊奈波神社の近くに移された。
しかし、同年6月2日の本能寺の変により織田信長が亡くなると、善光寺如来は織田信雄により尾張国甚目寺（現・愛知県あま市）へ移され、徳川家康の手に渡り遠江国の鴨長寺へ移され、その後一旦甲斐善光寺へ戻された。しかし慶長2年（1597年）に、豊臣秀吉の命で京都へ運ばれ、地震で損壊した方広寺大仏（京の大仏）に替わる、方広寺の新たな本尊にされる。その後秀吉は病を患ったが、それは善光寺如来の祟りではないかとする風説が流布したので、翌慶長3年（1598年）、ようやく元の信濃国善光寺に戻された。
信長の孫・織田秀信が、かつて善光寺如来が祀られていた地に伊奈波善光寺堂を建立し、善光寺如来の分身を祀ったのが始まりという。建立時期は不明だが、織田秀信が岐阜城主であった文禄元年（1592年）から慶長5年（1600年）頃と推測される。江戸時代初期、善光寺安乗院に改称する。
善光寺如来の分身は、安乗院と満願寺（伊奈波神社の境内の寺院）で交代で守られていたが、明治元年（1868年）に廃仏毀釈、神仏分離のため満願寺は廃寺となる。本尊は安乗院単独で所有することとなる。
明治24年（1891年）の濃尾地震により本堂は全焼し、現在の建物は大正元年（1912年）に再建された。

## 文化財

### 岐阜市指定文化財
- 木造釈迦如来坐像[1]

## 行事
- 2月3日 - 節分星祭
- 7月初旬 - 大施餓鬼会
- 7月下旬 - 胡瓜封じ
- 8月17日 - お十七夜
- 10月下旬 - 不動明王例大祭
- 12月中旬 - 秋葉三尺坊祈祷会

## 所在地
- 岐阜県岐阜市伊奈波通一丁目8番地

金華山山麓部に位置する。

## 交通アクセス
- 岐阜バス「伊奈波通り」バス停が最寄である。バスの本数は多く、JR岐阜駅バスターミナル、名鉄岐阜のりばから、「高富」行きなどのN系統長良橋方面のバスを利用する。